# Max von Kleist

Familienwappen von Kleist

Max Emil Albert von Kleist (* 22. April 1845 in Berlin; † 8. Juli 1923 in Rudolstadt) war ein preußischer Offizier, zuletzt Generalmajor.

## Leben

### Herkunft
Friedrich entstammte dem hinterpommerschen Uradelsgeschlecht von Kleist. Er war der jüngste Sohn des späteren Generalleutnants Franz von Kleist (1806–1882) und dessen Ehefrau Friederike Charlotte Emilie Gundelach (* 20. November 1819 in Küstrin; † 16. April 1857 in Berlin).

### Militärlaufbahn
Kleist wurde am 2. Mai 1863 mit dem Charakter eines Portepeefähnrichs aus dem Kadettenkorps in das Kaiser Alexander Garde-Grenadier-Regiment Nr. 1 nach Berlin überwiesen, dort am 11. Dezember zum Portepeefähnrich ernannt und am 11. Oktober 1864 zum Sekondeleutnant befördert. Mit diesem Regiment zog er 1866 in den Deutschen Krieg.

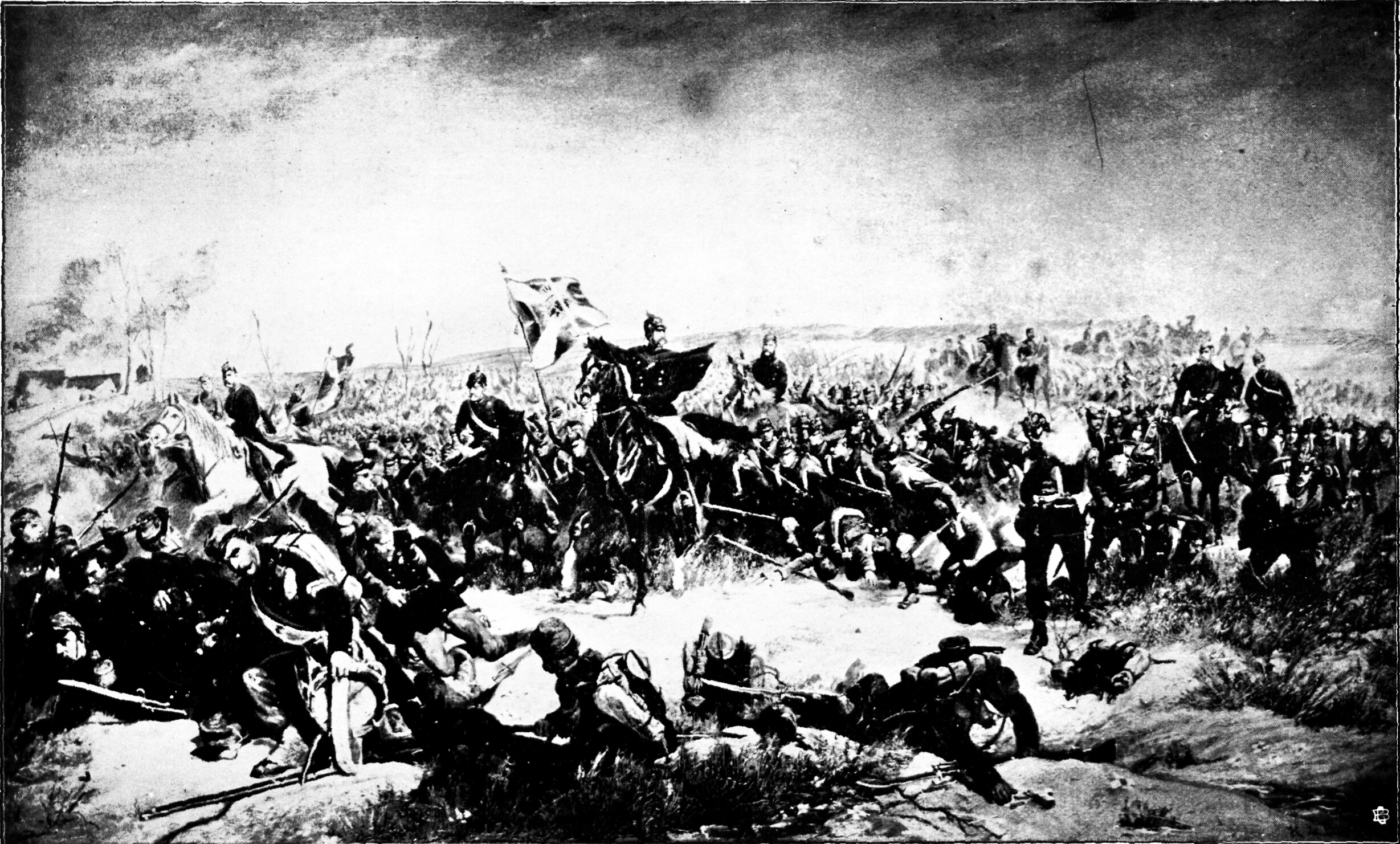
Das 2. Hanseatische Infanterie-Regiment in der Schlacht von Loigny

Nach dem Krieg wurde am 30. Oktober 1866 in Bromberg das Infanterie-Regiment Nr. 76, zu dem Kleist gleichentags versetzt wurde, formiert und den zwei Bataillonen der Musketiere Hannover, dem der Füsiliere Hameln als Garnisonsstädte zugewiesen. Vom 1. November 1866 bis zum 1. Juli 1867 wurde er zur Zentral-Turnanstalt nach Berlin abkommandiert. Nachdem die Garnisonen 1867 in die Freien Hansestädte Hamburg und Lübeck verlegt wurden, änderte sich die Benennung des Regiments am 7. November 1867 in 2. Hanseatisches Infanterie-Regiment. Während des Deutsch-Französischen Krieges gehörte er vom 10. Dezember 1870 bis zum 19. Mai 1871 der 8. mobilen Kompanie an. Er nahm an der Einschließung von Metz und Paris, der Belagerung von Toul, den Schlachten bei Loigny, Orléans, und Beaugency-Cravant, sowie an den Gefechten bei Dreux, La Madeleine-Bouvet, Bellême, Meung, Fréteval und Morée teil. Für seine Leistungen erhielt Kleist das Eiserne Kreuz II. Klasse.
Ab dem 1. Juni 1871 war er nochmals für drei Monate zur Zentral-Turnanstalt nach Berlin abkommandiert. Während dieser Zeit wurde er am 24. Juni 1871 zum Premierleutnant befördert. Als Kompanieführer wurde er am 13. April 1876 zur Unteroffizierschule nach Ettlingen kommandiert. Unter der Belassung in seinem Kommando wurde Kleist am 15. Juni 1876 als ältester Premierleutnant in das 4. Posensche Infanterie-Regiment Nr. 59 versetzt. Zum Hauptmann wurde er am 4. Juli 1876 befördert. À la suite des Regiments wurde er am 30. April 1877 gestellt. In gleicher Eigenschaft wurde er am 1. Oktober 1879 in die neu in Dienst gestellte Unteroffiziersschule nach Marienwerder versetzt. Versetzt ins 2. Hessische Infanterie-Regiment Nr. 82 und zum Kompaniechef ernannt wurde Kleist am 5. Januar 1884. Unter der Verleihung des Charakters als Major wurde er am 17. April 1888 dem Regiment aggregiert. Nachdem ihm am 18. August das Patent seiner Charge verliehen worden war, ist er am 19. September 1888 in das Regiment einrangiert worden. Zum Grenadier-Regiment „König Friedrich Wilhelm IV.“ (1. Pommersches) Nr. 2 nach Stettin versetzt und zum Bataillonskommandeur ernannt, wurde Kleist am 21. September 1889. Mit der Beförderung zum Oberstleutnant wurde er am 17. Juni 1893 als etatmäßiger Stabsoffizier zum Oldenburgisches Infanterie-Regiment Nr. 91 in Oldenburg versetzt und nach der Versetzung des bisherigen Regimentskommandeurs Paul von Hindenburg am 14. August 1896 unter Stellung à la suite des Regiments mit der Führung desselben beauftragt. Mit seiner Beförderung zum Oberst wurde er am 17. Dezember 1896 zum Kommandeur ernannt.
Mit der Führung der 29. Infanterie-Brigade in Aachen wurde Kleist am 15. Juni 1899 beauftragt. Am 16. August wurde er als Generalmajor, vorläufig ohne Patent, zum Kommandeur der Brigade ernannt. Das Patent seines Ranges erhielt er am 13. September 1899. Zum 22. März 1902 wurde Kleist in Genehmigung seines Abschiedsgesuches mit der gesetzlichen Pension zur Disposition gestellt.

### Familie
Kleist heiratete am 23. November 1869 in Cottbus mit Caroline Annuciata von Oertzen (* 31. Januar 1847 in Kahren; † November 1889 in Stettin), eine Schwester des späteren Generalleutnants Wilhelm von Oertzen. Aus der Ehe ging der Sohn Carl Arthur Albert Max Wilhelm (1875–1933) hervor. Nach dem Tod seiner ersten Ehefrau heiratete er am 15. Dezember 1900 in Berlin seine Nichte Marie von Biehler (* 16. Oktober 1873 in Berlin; † 20. Januar 1964 im Johanniterheim Schloss Elmischwang). Sie war eine Tochter des preußischen Generals Hans Alexis von Biehler.

## Auszeichnungen
- Roter Adlerorden II. Klasse mit Eichenlaub[1]
- Königlicher Kronen-Orden III. Klasse[1]
- Ehrenkomtur des Oldenburgischen Haus- und Verdienstordens des Herzogs Peter Friedrich Ludwig[1]
- [3][1]